# Сангри
Сангри (тиб. ཟངས་རི་རྫོང་, Вайли: Sang ri, кит. упр. 桑日县, пиньинь Sāngrì xiàn, палл. Санжи сянь) — уезд в городском округе Шаньнань, Тибетский автономный район, КНР.

## История
Уезд был создан в 1960 году путём объединения трёх тибетских дзонгов.

## Административное деление
Уезд делится на 1 посёлок и 3 волости:
- Посёлок Сангри (桑日镇)
- Волость Ронг (绒乡)
- Волость Байдуй (白堆乡)
- Волость Дзенгчи (增期乡)